# Janko Tipsarević
Janko Tipsarević (in serbo Јанко Типсаревић?; Belgrado, 22 giugno 1984) è un allenatore di tennis ed ex tennista serbo.
In carriera ha vinto quattro tornei ATP in singolare e uno in doppio. I suoi migliori ranking ATP sono stati l'8º in singolare nell'aprile 2012 e il 46º in doppio nell'aprile 2011.
Il 5 dicembre 2010 ha vinto con la squadra serba la Coppa Davis dopo aver battuto in finale la Francia. Il suo record in Coppa Davis è di 34 vittorie e 15 sconfitte in singolare, e 7 vinte e 3 perse in doppio. Sempre con la maglia della Serbia ha vinto la World Team Cup 2009 e 2012. In singolare ha inoltre partecipato alle edizioni del 2011 e 2012 delle ATP Finals e ha vinto il torneo juniores dell'Australian Open 2001.

## Biografia

### Carriera da giocatore

#### Juniores
Inizia a giocare a tennis a sei anni e nel 1993, a otto anni, comincia ad allenarsi al “Novi Beograd Tennis Club” sotto la guida del coach russo Roman Savochkin. Da juniores vince l'Australian Open 2001 in singolare, raggiunge i quarti al Roland Garros e conclude al secondo posto del ranking di categoria la stagione 2001.

#### 2001-2002, inizi da professionista e primi titoli Futures
Debutta nell'ITF Men's Circuit nel maggio 2001 al torneo Yugoslavia F1 e raggiunge il secondo turno, ottenendo il primo punto nel ranking. La settimana successiva alza il primo trofeo da professionista vincendo lo Yugoslavia F2 di Belgrado e subito dopo perde la finale dello Yugoslavia F3. In luglio fa il suo esordio in Coppa Davis vincendo entrambi i singolari e in doppio nella sfida con la Polonia. Nel febbraio 2002 vince il suo primo incontro in un torneo Challenger a Belgrado e raggiunge i quarti di finale. Un mese più tardi conquista il suo secondo titolo Futures al torneo Mexico F1. In agosto raggiunge la semifinale al Challenger di Manerbio.

#### 2003-2005, debutto nel circuito maggiore, primi titoli Challenger e top 100
Il 6 aprile 2003 vince il suo primo torneo ATP Challenger Series a Zell am Harmersbach in Germania. In luglio debutta con una vittoria nel circuito ATP a Indianapolis ed è sconfitto al secondo turno da Evgenij Kafel'nikov. Il suo primo Slam  è lo US Open 2003 e viene sconfitto al primo turno da Mark Philippoussis. Nel 2004 esordisce al Roland Garros con un'eliminazione al primo turno. Sempre nel 2004 vince due tornei Challenger in singolare e uno in doppio. Nel 2005 disputa 15 tornei ATP, in febbraio entra per la prima volta tra i primi 100 giocatori del ranking ATP. Raggiunge il secondo turno all'Australian Open e al Roland Garros, mentre a Wimbledon arriva al terzo turno.

#### 2006-2008, top 50 del ranking
Nel 2006 conclude la stagione come numero 65 del ranking dopo aver raggiunto il terzo turno al Roland Garros e i quarti di finale dei tornei ATP di Nottingham e di Mosca. Nel 2007 migliora il suo record a Wimbledon arrivando al quarto turno, dopo aver vinto le prime tre partite tutte al quinto set (evento che non accadeva dal 1974); al terzo turno sconfigge per la prima volta un top 10, il nº 6 Fernando González. A fine torneo entra per la prima volta tra i primi cinquanta giocatori del ranking, raggiungendo la posizione numero 48. In ottobre disputa per la prima volta una semifinale ATP a Mosca. Nel gennaio 2008 viene eliminato al quinto set dal nº 1 del mondo Federer al terzo turno dell'Australian Open dopo 4 ore e 27 minuti di gioco e dopo essere stato in vantaggio di 2 set a 1. In maggio raggiunge la 33ª posizione del ranking grazie ai quarti raggiunti al Miami Masters e il terzo turno a Monte Carlo e ad Amburgo. Al secondo turno del torneo di Wimbledon sconfigge il nº 6 ATP Andy Roddick e raggiunge ancora una volta il quarto turno, dovendosi però ritirare a causa di un infortunio alla gamba. Subisce la stessa sorte agli US Open 2008, dove si ritira durante il match di primo turno. Nell'arco della stagione arriva nei quarti di finale di altri tre tornei ATP, sconfigge altri tre top 10 e finisce l'anno da 49º del ranking.

#### 2009-2010, prime finali ATP e trionfo in Coppa Davis
Nel maggio 2009 vince tre degli incontri disputati nella World Team Cup 2009 compreso quello nella finale vinta contro la Germania. In ottobre raggiunge la sua prima finale ATP in carriera sul cemento indoor di Mosca perdendo in 3 set contro il tennista di casa Michail Južnyj. Nel giugno 2010 disputa la sua seconda finale nel circuito ATP sull'erba olandese di 's-Hertogenbosh perdendo 3-6, 0-6 contro Serhij Stachovs'kyj. Il mese successivo conquista in doppio assieme a Nenad Zimonjić il punto del 2-1 nella sfida di Spalato valida per i quarti di finale di Coppa Davis 2010 vinta 4-1 contro la Croazia, superando in tre set Marin Čilić / Ivan Dodig. Nella semifinale di settembre a Belgrado contro la Repubblica Ceca batte in 4 set nel primo singolare il nº 7 del mondo Tomáš Berdych. Nella terza giornata, con le squadre sul 2-2, regala l'accesso in finale alla Serbia sconfiggendo in tre set Radek Štěpánek. Nella finale di dicembre vinta 3-2 contro la Francia a Belgrado, perde il primo singolare contro Gaël Monfils e segue dalla panchina i successivi incontri con cui la Serbia si aggiudica per la prima volta il prestigioso trofeo.

#### 2011-2012, primi titoli ATP, quarti di finale agli US Open, ATP Finals e nº 8 del ranking
Il 2011 è la sua annata migliore, raggiunge cinque finali ATP e vince quelle di Kuala Lumpur e Mosca. Per la prima volta raggiunge i quarti di uno Slam agli US Open, ma è costretto al rituro durante il match con Djokovic. In seguito a questi risultati entra per la prima volta nella top ten del ranking ATP, raggiungendo in novembre la posizione numero 9. A fine anno partecipa per la prima volta all'ATP World Tour Final subentrando a torneo in corso all'infortunato Andy Murray, nel primo incontro viene sconfitto da Berdych e nel secondo batte in 3 set il nº 1 al mondo Novak Đoković. Nel gennaio 2012 vince il suo unico torneo di doppio in carriera al Chennai Open insieme a Leander Paes, superando in finale Jonathan Erlich / Andy Ram. Nel corso della stagione disputa altre tre finali in singolare vincendo in luglio quella di Stoccarda contro l'argentino Juan Mónaco. In aprile raggiunge l'8º posto del ranking, che rimarrà il suo record. In maggio vince tutti gli incontri disputati nella World Team Cup e il suo contributo è fondamentale per la conquista del trofeo da parte della Serbia. In luglio prende parte ai Giochi Olimpici di Londra, perde al terzo turno da John Isner ed esce nei quarti in doppio con Nenad Zimonjić. A settembre arriva di nuovo nei quarti agli US Open e cede al tiebreak del quinto set contro il nº 5 del mondo David Ferrer. A fine anno si qualifica alle ATP Finals e perde tutti e tre gli incontro nel round-robin.

#### 2013-2015, 4º titolo ATP, finale di Davis, infortuni e crollo nel ranking
Nel 2013 conquista il suo ultimo titolo nel circuito maggiore sul cemento outdoor di Chennai battendo in finale Roberto Bautista Agut. In marzo inaugura la sua accademia di tennis a Belgrado. In settembre fa il suo debutto stagionale in Coppa Davis per la sfida di semifinale a Belgrado contro il Canada; perde il primo singolare contro Milos Raonic e nell'ultima giornata si riscatta aggiudicandosi il punto decisivo battendo in 3 set Vasek Pospisil. Non sarà in campo per la finale persa in novembre contro i cechi, in ottobre chiude in anticipo la stagione a causa di un infortunio subito a gennaio durante l'Australian Open. Starà lontano dai campi di gioco per oltre un anno e mezzo, in quanto gli viene diagnosticato un tumore benigno al piede sinistro, e nel 2014 si sottopone a due operazioni chirurgiche. Torna a giocare nel marzo 2015 nel torneo di doppio del Miami Open in coppia con Djokovic e viene eliminato al primo turno. Due settimane dopo rientra in singolare al torneo di Houston ripartendo da 0 punti nel ranking. Nel maggio dello stesso anno annuncia che non parteciperà al Roland Garros a causa di un'infezione virale. Nel corso della stagione non supera mai il secondo turno in singolare, mentre in doppio raggiunge insieme a Djokovic la semifinale del Masters di Montreal. Nuovi problemi al piede e al ginocchio lo costringono in settembre a un nuovo periodo di convalescenza.

#### 2016-2019, rientro nei top 100, ultimi titoli Challenger, nuovi infortuni e ritiro
Rientra nel maggio 2016 ripartendo dalla 686ª posizione in singolare e nei primi mesi raccoglie soprattutto sconfitte. La prima soddisfazione è il titolo conquistato al Challenger di Qingdao in agosto e a fine settembre raggiunge la semifinale all'ATP 250 di Shenzhen, ma accusa un dolore alla coscia durante il match con Gasquet ed è costretto al ritiro. Questi risultati lo portano in ottobre alla 138ª posizione nel ranking. Inaugura il 2017 vincendo in gennaio i due consecutivi Challenger di Bangkok I e Bangkok II che lo fanno rientrare nella top 100. In aprile vince altri due Challenger cinesi ma durante l'anno non supera mai il secondo turno nel circuito maggiore. Chiude la stagione dopo gli US Open in settembre per farsi operare entrambi i tendini del ginocchio.
Perde tutta la stagione 2018 e fa il suo nuovo rientro in gennaio del 2019 all'Australian Open. Durante la stagione ottiene i risultati più rilevanti in singolare raggiungendo i quarti nei tornei ATP di Houston in aprile e in ottobre a Stoccolma, dove al secondo turno concede due soli giochi al nº 12 del mondo Fognini. In maggio si spinge fino ai quarti nel torneo di doppio del Roland Garros in coppia con Dušan Lajović. Annuncia il ritiro in novembre dopo la fase finale della Coppa Davis 2019, nella quale vince il suo ultimo incontro in doppio assieme a Viktor Troicki superando i giapponesi Ben McLachlan / Yasutaka Uchiyama, contribuendo al passaggio del turno da parte della Serbia.

### Carriera da allenatore
Inizia ad allenare già negli ultimi anni della carriera agonistica, soprattutto nella sua accademia di Belgrado aperta nel 2013. Nel 2020 diventa il coach di Filip Krajinović e nel primo periodo lo aiuta a potenziare il fisico e migliorare la fase difensiva. Nell'autunno del 2024 inizia una collaborazione con Denis Shapovalov.

## Vita privata
Tipsarevic ha conseguito una laurea breve in sport management all'Università di Belgrado. Il 4 luglio 2010 ha sposato Biljana Sesevic, dalla quale l'8 gennaio 2014 ha avuto la figlia Emili. Si è distinto facendo beneficenza per le famiglie con bambini affetti da tumore.

## Statistiche

### Singolare

#### Vittorie (4)
| Legenda              |
| Grande Slam (0)      |
| ATP Finals (0)       |
| ATP Masters 1000 (0) |
| ATP Tour 500 (0)     |
| ATP Tour 250 (4)     |

| Numero | Data            | Torneo                       | Superficie  | Avversario in finale  | Punteggio     |
| 1.     | 2 ottobre 2011  | Malaysian Open, Kuala Lumpur | Cemento (i) | Marcos Baghdatis      | 6-4, 7-5      |
| 2.     | 23 ottobre 2011 | Kremlin Cup, Mosca           | Cemento (i) | Viktor Troicki        | 6-4, 6-2      |
| 3.     | 15 luglio 2012  | Mercedes Cup, Stoccarda      | Terra rossa | Juan Mónaco           | 6-4, 5-7, 6-3 |
| 4.     | 6 gennaio 2013  | Chennai Open, Chennai        | Cemento     | Roberto Bautista Agut | 3-6, 6-1, 6-3 |

#### Finali perse (7)
| Legenda              |
| Grande Slam (0)      |
| ATP Finals (0)       |
| ATP Masters 1000 (0) |
| ATP Tour 500 (0)     |
| ATP Tour 250 (7)     |

| Numero | Data             | Torneo                                           | Superficie  | Avversario in finale  | Punteggio              |
| 1.     | 25 ottobre 2009  | Kremlin Cup, Mosca                               | Cemento (i) | Michail Južnyj        | 6(5)-7, 6-0, 6-4       |
| 2.     | 19 giugno 2010   | UNICEF Open, 's-Hertogenbosch                    | Erba        | Serhij Stachovs'kyj   | 3-6, 0-6               |
| 3.     | 27 febbraio 2011 | International Tennis Championships, Delray Beach | Cemento     | Juan Martín del Potro | 4-6, 4-6               |
| 4.     | 18 giugno 2011   | AEGON International, Eastbourne                  | Erba        | Andreas Seppi         | 6(5)-7, 6-3, 3-5 rit.  |
| 5.     | 30 ottobre 2011  | St. Petersburg Open, San Pietroburgo             | Cemento     | Marin Čilić           | 3-6, 6-3, 2-6          |
| 6.     | 8 gennaio 2012   | Chennai Open, Chennai                            | Cemento     | Milos Raonic          | 7-6(4), 6(4)-7, 6(4)-7 |
| 7.     | 22 luglio 2012   | Crédit Agricole Suisse Open Gstaad, Gstaad       | Terra rossa | Thomaz Bellucci       | 7-6(6), 4-6, 2-6       |

### Doppio

#### Vittorie (1)
| Legenda              |
| Grande Slam (0)      |
| ATP Finals (0)       |
| ATP Masters 1000 (0) |
| ATP Tour 500 (0)     |
| ATP Tour 250 (1)     |

| Numero | Data           | Torneo                | Superficie | Compagno     | Avversari in finale      | Punteggio |
| 1.     | 8 gennaio 2012 | Chennai Open, Chennai | Cemento    | Leander Paes | Jonathan Erlich Andy Ram | 6-4, 6-4  |

#### Finali perse (3)
| Legenda              |
| Grande Slam (0)      |
| ATP Finals (0)       |
| ATP Masters 1000 (1) |
| ATP Tour 500 (0)     |
| ATP Tour 250 (2)     |

| Numero | Data            | Torneo                        | Superficie  | Compagno       | Avversari in finale                | Punteggio   |
| 1.     | 10 gennaio 2010 | Chennai Open, Chennai         | Cemento     | Lu Yen-hsun    | Marcel Granollers Santiago Ventura | 5-7, 2-6    |
| 2.     | 24 ottobre 2010 | Kremlin Cup, Mosca            | Cemento (i) | Viktor Troicki | Igor' Kunicyn Dmitrij Tursunov     | 6(8)-7, 3-6 |
| 3.     | 20 maggio 2012  | Internazionali d'Italia, Roma | Terra rossa | Łukasz Kubot   | Marc López Marcel Granollers       | 3-6, 2-6    |

## Risultati in progressione
| Sigla | Risultato               |
| ----- | ----------------------- |
| V     | Vincitore               |
| F     | Finalista               |
| SF    | Semifinalista           |
| O     | Oro olimpico            |
| A     | Argento olimpico        |
| SF    | Bronzo olimpico         |
| QF    | Quarti di Finale        |
| 4T    | Quarto turno            |
| 3T    | Terzo turno             |
| 2T    | Secondo turno           |
| 1T    | Primo turno             |
| RR    | Round Robin             |
| LQ    | Turno di qualificazione |
| A     | Assente                 |
| ND    | Non disputato           |

| Legenda superfici    |
| -------------------- |
| Cemento              |
| Terra battuta        |
| Erba                 |
| Superficie variabile |

### Singolare
| Tornei Grande Slam         |     |     |               |               |               |     |               |               |               |      |               |               |               |     |               |               |               |      |       |
| Australian Open, Melbourne | A   | A   | 2T            | 2T            | 1T            | 3T  | 2T            | 2T            | 2T            | 3T   | 4T            | A             | A             | A   | A             | A             | 1T            | 0/10 | 12-10 |
| Roland Garros, Parigi      | A   | 1T  | 2T            | 1T            | 3T            | 1T  | 3T            | 1T            | 3T            | 4T   | 3T            | A             | A             | 1T  | 1T            | A             | 1T            | 0/13 | 12-13 |
| Wimbledon, Londra          | A   | 1T  | 3T            | 1T            | 4T            | 4T  | 2T            | 1T            | 1T            | 3T   | 1T            | A             | 1T            | 1T  | 1T            | A             | 2T            | 0/14 | 12-14 |
| US Open, New York          | 1T  | 1T  | 1T            | A             | 2T            | 1T  | 1T            | 3T            | QF            | QF   | 4T            | A             | 1T            | 2T  | 2T            | A             | 1T            | 0/14 | 16-14 |
| Vittorie-Sconfitte         | 0-1 | 0-3 | 4-4           | 1-3           | 6-4           | 5-4 | 4-4           | 3-4           | 7-4           | 11-4 | 8-4           | 0-0           | 0-2           | 1-3 | 1-3           | 0-0           | 1-4           | 0/51 | 52-51 |
| Torneo di fine anno        |     |     |               |               |               |     |               |               |               |      |               |               |               |     |               |               |               |      |       |
| ATP Finals, Londra         | A   | A   | A             | A             | A             | A   | A             | A             | RR            | RR   | A             | A             | A             | A   | A             | A             | A             | 0/2  | 1-4   |
| Vittorie-Sconfitte         | 0-0 | 0-0 | 0-0           | 0-0           | 0-0           | 0-0 | 0-0           | 0-0           | 1-1           | 0-3  | 0-0           | 0-0           | 0-0           | 0-0 | 0-0           | 0-0           | 0-0           | 0/2  | 1-4   |
| Giochi Olimpici            |     |     |               |               |               |     |               |               |               |      |               |               |               |     |               |               |               |      |       |
| Giochi Olimpici            | ND  | A   | Non disputati | Non disputati | Non disputati | 2T  | Non disputati | Non disputati | Non disputati | 3T   | Non disputati | Non disputati | Non disputati | A   | Non disputati | Non disputati | Non disputati | 0/2  | 3-2   |
| Vittorie-Sconfitte         | ND  | 0-0 | Non disputati | Non disputati | Non disputati | 1-1 | Non disputati | Non disputati | Non disputati | 2-1  | Non disputati | Non disputati | Non disputati | 0-0 | Non disputati | Non disputati | Non disputati | 0/2  | 3-2   |

### Doppio
| Tornei Grande Slam         |     |     |               |               |               |     |               |               |               |     |               |               |               |     |               |               |               |      |       |
| Australian Open, Melbourne | A   | A   | A             | A             | 1T            | 1T  | 1T            | 1T            | 3T            | A   | A             | A             | A             | A   | A             | A             | A             | 0/5  | 2-5   |
| Roland Garros, Parigi      | A   | A   | A             | 3T            | A             | QF  | A             | A             | 2T            | A   | A             | A             | A             | 1T  | 1T            | A             | QF            | 0/6  | 9-6   |
| Wimbledon, Londra          | A   | A   | A             | 1T            | 1T            | 2T  | A             | 3T            | A             | A   | A             | A             | 1T            | 1T  | A             | A             | 1T            | 0/7  | 3-7   |
| US Open, New York          | A   | A   | A             | A             | 1T            | A   | 3T            | 1T            | A             | A   | A             | A             | 1T            | 2T  | 1T            | A             | 1T            | 0/7  | 3-7   |
| Vittorie-Sconfitte         | 0-0 | 0-0 | 0-0           | 2-2           | 0-3           | 4-3 | 2-2           | 2-3           | 3-2           | 0-0 | 0-0           | 0-0           | 0-2           | 1-3 | 0-2           | 0-0           | 3-3           | 0/25 | 17-25 |
| Giochi Olimpici            |     |     |               |               |               |     |               |               |               |     |               |               |               |     |               |               |               |      |       |
| Giochi Olimpici            | ND  | A   | Non disputati | Non disputati | Non disputati | A   | Non disputati | Non disputati | Non disputati | QF  | Non disputati | Non disputati | Non disputati | A   | Non disputati | Non disputati | Non disputati | 0/1  | 2-1   |
| Vittorie-Sconfitte         | ND  | 0-0 | Non disputati | Non disputati | Non disputati | 0-0 | Non disputati | Non disputati | Non disputati | 2-1 | Non disputati | Non disputati | Non disputati | 0-0 | Non disputati | Non disputati | Non disputati | 0/1  | 2-1   |

- Janko Tipsarević ha vinto l'Australian Open 2001 juniores.